# 吉川華生
吉川 華生（よしかわ かな、1977年10月14日 - ）は、日本の女性声優。

## 人物紹介

### 経歴
声優になる前は、衆議院議員の秘書であった。
2007年5月頃から活動を休止していたが同年9月24日に復活を宣言、翌日からメールマガジン「吉川華生のエレクトリック脳髄」の発行を開始した。

### 人物像
自他共に認める喫煙者である。銘柄はピアニッシモ・ウルトラライト。のちにピアニッシモ・アイシーンに変更した（本人のブログで2009年12月25日に明記しており、webラジオ『曲芸ギミーシェルター』でも公言している）。現在は禁煙の第一歩のためiQOS。
サークル「和風曲芸」で販売されている「和曲パックプラチナ」に同梱されている「吉川華生ひとりぼっちの曲芸ギミーシェルター」（イベント限定発売のため現在は入手不可能）内にて「ひとりでやるのは嫌だ」と駄々をこねた。
寝ることとコーヒーを飲むことも趣味としている。

## 出演

### アダルトゲーム

#### 発売日不明
- おまかせ!とらぶる天使（一里野 ひまわり）

#### 2001年
- Sweet 〜半熟な天使たち〜（森崎 晋太）
- メイドの館 絶望編（阿川 由梨音、寺嶋 瑠々）
- 雪語り（新倉 明日香）
- LOVE FOREVER I Progress（氷室 京子、椿 綾奈）

#### 2002年
- あいかぎ 〜ひだまりと彼女の部屋着〜（室井 祐希）
- 雨に歌う譚詩曲 〜A rainbow after the rain〜（野村 今日子）
- いたるスロット（葉月 りんご）
- ぎりギリLOVE（結城 香奈）
- すい〜とし〜ずん（嘉緑 祐）
- Sultan 〜The Lovesong is Forever〜（クーラ）
- パラダイム･シフト 〜目醒めの時〜（八橋 綾芽）
- ピンク・パンツァー 〜ピンクの象〜（三里塚 カルチェラタン）
- Blue-Sky-Blue【s】-空を舞う翼-（篠瀬 ともみ）
- 僕と、僕らの夏（倉林 和典）
- まお〜っ娘クライシス（フローラ）

#### 2003年
- アカルイミライ Wet And Messy 2nd time（美甘 櫻）
- あやかし草子 〜逢魔が時の夢〜（九尾の狐）
- 十六夜の花嫁（アンジュ、霧生 いより）
- うさみみデリバリーズ!!（猫原 薫）
- オンリーワン 〜ひかりとはるかの大運動会〜（那須田 ひかり）
- 彼女はメイドRot 〜悠久の小夜曲〜（ミルツ）
- カラフルキッス 〜12コの胸キュン!〜（土堂 乙女）
- 屍姫と羊と嗤う月（真咲花、碧）
- 忍ちっく☆はぁと（雪枝、日下部 花火、日下部 祭）
- 静寂は闇の調べ（信太 倫香）
- 懲罰予備校 全凌制（仁藤 遊美子）
- 虹の彼方に（鞠原 千穂）
- ねがいの魔法。（桜井 潤）
- V.G.NEO（三角 沙奈理）
- ひ・み・つ（ひとみ）
- プレゼンス（笹川 亜衣）
- RUN (ゲーム)（小野 琴子）
- 永遠のアセリア（ヘリオン・Ｂ・スピリット）[山本直 表記]

#### 2004年
- ANIpack（仙道 梨江、千穂）
- い〜っぱい、お・し・え・てっ!〜妹こみゅにけーしょん♪〜（神矢 芽衣）
- おねむりしすたー（大島 まい）
- CARNIVAL（渡会 泉）
- くろふぁん1GHz（笹川 亜衣）
- WW&F 〜大正帝都伝奇譚〜（配役不明）
- スク×スク（堀口 るか）
- せいぎのみかた 〜ただいま着替え中!〜（北條 ひびき）
- China Blue（シャオ）
- 超光戦隊ジャスティスブレイド 〜秘密結社でGo!〜（天堂 樹梨）
- てこいれぷりんせす! 〜僕が見えない君のため〜（アルトワネット）
- とらぶるトラップLaboratory（城崎 由布）
- 夏ノ空 -カノソラ-（鈴原 千夏）
- 花姉妹（棗、柚子）
- ひなたぼっこ（九条 氷）
- プリンセスムーン 〜聖宝石騎士団の受難〜（アルテミス・ロクサーヌ）
- まじれす!! 〜おまたせリトルウィング〜（李 麗蘭）
- 魔法はあめいろ?（甘宮 ひよこ）
- 魔薬の錬禁術師～ミサ（宮古 京）
- マレビト 〜そして世界は色を失う〜（高村 佳琳）

#### 2005年
- いただきじゃんがりあんR（川口 さやか）
- イリス〜君がいた季節（とき）〜（春花）
- エレベーターパニック 〜密室の淫行〜（一条 香織）
- オシオキSweetie〜 恋するお姉さんはウラハラです〜（真明寺 凛）
- お嬢様組曲（上原 睦子）
- 画師 〜隠された思い〜（エレオノール、コンスタンス）
- 機動少女プリティ・ギア（月浦 まどか）
- こどものひみつ（西村 千夏）
- 絶対地球防衛機 メガラフター（響 七海）
- ダイブボカン 〜おしおきだガメ〜（オリエ）
- 超光戦隊ジャスティスブレイド2 〜世界制覇へのカウントダウン〜（天堂 樹梨）
- Nursery Rhyme -ナーサリィ☆ライム-（ティータ・F・ブラント）
- Natural Another One 2nd -Belladonna-（月原 美園）
- ぱいめが / ぱいめが AnotherOnline（永澤 玲）
- 人妻ネットオークション（真神 あや、清水 沙織）
- ひなたると（九条 氷）
- ふたば（藤村小夜子）
- プリンセス小夜曲（ネミディア）
- HEAVEN -Death Game-（神楽 美咲）
- 萌えろDownhill Night -峠最速伝説-（大黒屋 京子）
- 夢見ヶ丘（松本 美弥加）
- ユメミルクスリ（南条 京香）

#### 2006年
- エーテルの砂時計 〜ANGEL TIME〜（みぃ）
- 奥さまは○学生（峰 花子）
- おしえて!ブルマ先生（木桧 和香）
- クライミライ DVD（美甘 櫻）
- CrymeRhymeParadox イナホノミライ（美甘 櫻）
- Sweets!!-オシオキSweetieファンディスク-（真明寺 凛）
- スクールぱにっく!（猫山 美々子）
- とらぶるっ!（姫宮 彩音）
- ナースのお勉強 やさしくわかる看護技術 (入門編)（和歌宮 つむぎ）
- ふぁみ☆すぴ!! 〜FamiliarSpirits!!〜（ぷちな）
- REBIRTH OF WIND（日高 佳織、柚木 璃音）
- スピたん（ヘリオン・Ｂ・ラスフォルト）[山本 直 表記]

#### 2007年
- 淫渦学園大戦 〜女子校生淫辱〜（西條 さつき）
- スーパー調教師J（ミザリー）
- とらいあんぐるBLUE（姫宮 彩音）
- ぱいめが AnotherOnline（永澤 玲）
- 僕らのいきなり同棲計画!（小宮 綾奈）
- ミライファンディスク（美甘 櫻）

#### 2008年
- WET BLUE プールサイドの天使たち（洋子）
- 学園クラブトライアングル 〜制服と処女と甘い香り〜（桃瀬 ティナ）
- 爽音と奈夏のドキドキ★課外授業（爽音）
- ナースのお勉強 受けシチュ以外は絶対禁止!(応用編)（和歌宮 つむぎ）
- 僕らのいきなり同棲計画!（小宮 彩奈）
- LOVE&DEAD(風太編)（米尾 羽里）
- 淫獣争記〜紅の王国（ファウラ）[2]

#### 2009年
- 装甲悪鬼村正（大鳥 香奈枝）
- Primary 〜Magical★Trouble★Scramble〜（セラフィナ・ミルフォークス）
- AGEHA 〜EXTRAVAGANZA〜（シュミ）
- トリユメ（西条 依子）
- 沙夜曲*テックジャイアン付録コンテンツ（降音 みれあ）
- Tiara（セーレット・エレネッサ）
- とら×うま（花澤 セイコ）
- 若妻・白昼の秘密（香澄）
- 触尻!〜澤尻姉妹痴漢物語〜（澤尻 恵梨子）[3]

#### 2010年
- 装甲悪鬼村正　邪念編（大鳥 香奈枝）
- 花姉妹*i-pad用アプリ（棗・柚子）
- ついみこ（世里奈、留羽、留羽の母親）
- 海女姫さま（海女子）
- カスタムレイド4（希沙良・フリード）
- 姦染4 〜the day after〜（桐越 冴子）

#### 2011年
- Princess Evangile 〜プリンセス エヴァンジール〜（北御門 綾佳）
- ハチポチ（米尾 羽里）
- クロスオーバー こどものひみつ×放課後ニャンニャン倶楽部（西村 千夏）[4]

#### 2012年
- Princess Evangile 〜W Happiness〜（北御門 綾佳）[5]

#### 2013年
- 虚ノ少女（嵩宮 めぐり）[6]

### デジタル書籍
- 吉川華生の過去日記（でじたる書房）
- 吉川華生のメタリック梟　※過去のメールマガジンの総集編（でじたる書房）

### ドラマCD
- もんかな企画
- もんかな企画2（※ゲスト・*長崎みなみ、*児玉さとみ）
- アルバトロス・シンデレラ！（バニラ）※脚本・演出も担当
- アルバトロス・シンデレラ！2（バニラ）※脚本・演出も担当
- アルバトロス・シンデレラ！3（バニラ）※脚本・演出も担当
- アルバトロス・シンデレラ！4（バニラ）※脚本・演出も担当
- メロドラマ（坂崎遥）※脚本・演出も担当
- 幽霊退治、承ります。（水城）
- とらぶるトラップ～あの子にホの字～（城之崎由布）
- 走れ！昴くん-起-（キリーエ・ジュゼ）※脚本・演出も担当
- ○学○年生 G-typeドラマCD（加奈 香菜）
- ○学○年生起立！ G-typeドラマCD（加奈 香菜）

### インターネットラジオ
- 曲芸ギミーシェルター （メインパーソナリティ）※ 現在放送中
- 冥王星ロマンチカ （メインパーソナリティ）※ 放送終了
- こちらメイキュウ探偵局 （河内萌・フリートーク出演）（第6回から）

## サークル「和風曲芸」
「和風曲芸」は、吉川華生が主宰する、ドラマCD（ボイスドラマ）の制作を主な活動とするインディーズレーベル。「業界人による同人サークル」と銘打って2009年からコミックマーケットの夏季・冬季を中心に活動。キャスティングは作品シリーズごとに異なるが、若手声優からベテランゲスト声優、ライター、イラストレーター、エンジニアスタッフらが参加する。ノベルティも制作する。

### 和風曲芸の主な作品
| 作品                                             | 出演 | 脚本           | 制作年   |
| ------------------------------------------------ | --- | -------------- | -------- |
| アルバトロス・シンデレラ！                       | 渡会ななせ、吉川華生、佐藤千幸、長瀬ゆずは、健都、吉野一平、茶谷やすら                                                                                 | 吉川華生       | 2009年夏 |
| アルバトロス・シンデレラ！2                      | 渡会ななせ、吉川華生、佐藤千幸、長瀬ゆずは、健都、吉野一平、ダイキ                                                                                     | 吉川華生       | 2009年冬 |
| アルバトロス・シンデレラ！3                      | 渡会ななせ、吉川華生、佐藤千幸、長瀬ゆずは、まきいづみ、吉野一平、茶谷やすら                                                                           | 吉川華生       | 2010年夏 |
| アルバトロス・シンデレラ！4                      | 井上美桜、吉川華生、佐藤千幸、長瀬ゆずは、健都、吉野一平、池田陸、一色ヒカル                                                                           | 吉川華生       | 2010年冬 |
| アルバトロス・シンデレラ！ファイナル             | 井上美桜、吉川華生、佐藤千幸、健都、吉野一平、まきいづみ、茶谷やすら、朝比奈りん、千代鈴                                                               | 吉川華生       | 2011年夏 |
| てんとう虫アパートメント ～千歳烏山へようこそ～  | 吉野一平、山脇〆紀、吉川華生、井上美桜 | 吉川華生       | 2012年冬 |
| てんとう虫アパートメント2 ～四つ葉のクローバー～ | 吉野一平、山脇〆紀、健都、吉川華生、中田順子 | 吉川華生       | 2013年夏 |
| とらぶるトラップ ドラマCD ～あの娘にホの字～     | 吉川華生、涼森ちさと、一色ヒカル | 石弓達也       | 2009年夏 |
| 走れ！昴くん -起-                                | 吉野一平、田中涼子、一条和矢、中田順子、壱智村小真、吉川華生、小林和可、池田陸、山脇〆紀、佐々木健人                                                   | 吉川華生       | 2011年夏 |
| 走れ！昴くん -傷-                                | 吉野一平、田中涼子、一条和矢、中田順子、壱智村小真、吉川華生、小林和可、池田陸、井上美桜、山脇〆紀、千葉繁、永田佳代、中島路寛、佐々木健人、朝比奈りん | 吉川華生       | 2011年夏 |
| 走れ！昴くん -旋-                                | 吉野一平、田中涼子、一条和矢、中田順子、壱智村小真、吉川華生、小林和可、池田陸、井上美桜、山脇〆紀、千葉繁                                             | 吉川華生       | 2011年冬 |
| 走れ！昴くん -想-                                | 吉野一平、田中涼子、一条和矢、中田順子、壱智村小真、吉川華生、小林和可、池田陸、山脇〆紀、千葉繁                                                       | 吉川華生       | 2012年夏 |
| 走れ！昴くん -嵐-                                | 吉野一平、田中涼子、一条和矢、中田順子、壱智村小真、吉川華生、小林和可、池田陸、山脇〆紀、千葉繁                                                       | 吉川華生       | 2012年冬 |
| 走れ！昴くん -解-                                | 千葉繁、野月まひる、小林和可、井上美桜、鶴岡聡、山本兼平                                                                                               | 吉川華生       | 2013年夏 |
| メロドラマ                                       | 〆々、吉川華生、長崎みなみ、佐藤千幸、吉野一平、時任佑奈                                                                                               | 吉川華生       | 2010年夏 |
| メロドラマ2                                      | 山脇〆紀、吉川華生、藤咲かおり、興津和幸、GERU、ひと美                                                                                                 | 吉川華生       | 2012年夏 |
| もんかな和風                                     | 吉川華生、渡会ななせ、茶谷やすら、吉野一平 | 門司           | 2009年夏 |
| もんかな和風2                                    | 吉川華生、井上美桜、中田順子、吉野一平 | 門司           | 2011年冬 |
| 幽霊退治、承ります。                             | 吉川華生、暁千路、まきいづみ、長崎みなみ、吉野一平、健都                                                                                               | 柳の下のキノコ | 2009年冬 |

（五十音・シリーズ内順）